# Zemské volby v Čechách 1946
Volby do Zemského národního výboru Země České se uskutečnily 12. června 1946, kdy byly stranám přiděleny mandáty podle volebního výsledku ve volbách do Ústavodárného národního shromáždění 26. května téhož roku. Volby s omezenou politickou soutěží v rámci systému Národní fronty jasně vyhrála Komunistická strana Československa.
Jednalo se o první zemské volby po druhé světové válce, kdy byla zemská zastupitelstva přeměněna na zemské národní výbory, a poslední zemské volby před zrušením samosprávných zemí 31. prosince 1948.

## Průběh voleb a volební systém
Za hlasování do národních výborů bylo považováno hlasování do Ústavodárného národního shromáždění z 26. května 1946. Podle těchto výsledků bylo určeno nové složení národních výborů na všech úrovních (tj. místní, okresní a zemské). Vlastní volbu do Zemského národního výboru Země České provedl volební výbor v Praze dne 12. června 1946 (kandidátky do ZNV měly strany podat do 11. června). Mandáty byly jednotlivým subjektům přiděleny pomocí Hagenbach-Bischoffovy kvóty.

## Výsledky
|                            |                                             |           |       |         |         |
| Strana                     | Strana                                      | Hlasy     | Hlasy | Mandáty | Mandáty |
| Strana                     | Strana                                      | Počet     | %     | Počet   | ±       |
|                            | Komunistická strana Československa          | 1 541 852 | 43,3  | 52      | +45     |
|                            | Československá strana národně socialistická | 898 425   | 25,2  | 30      | +13     |
|                            | Československá strana lidová                | 580 004   | 16,3  | 20      | +12     |
|                            | Československá sociální demokracie          | 533 029   | 15,0  | 18      | +1      |
| Bílé lístky/neplatné hlasy | Bílé lístky/neplatné hlasy                  | 10 969    | 0,3   | –       | –       |
| Celkem                     | Celkem                                      | 3 564 279 | 100   | 120     | ±0      |
| Voliči v seznamu/účast     |                                             |           |       |         |         |
| Zdroj:                     |                                             |           |       |         |         |